# Lombardna stopa
Lombardna stopa (engl. lombard rate, njem. Lombardsatz) je kamatna stopa koju objavljuje središnja banka a uz koju je spremna odobravati kredite poslovnim bankama uz zalog određenih vrijednosnih papira. Ovi papiri pritom mogu biti dugoročniji nego što su papiri koje je središnja banka spremna diskontirati, tj. kupiti uz diskont.
U pravilu je ova stopa više od diskontne stope, ne zato što bi ova transakcija za središnju banku bila rizičnija, već zato što do pozajmljivanja po ovoj osnovi dolazi na zahtjev banke koja ima probleme s likvidnošću.

## Poveznice
- Banka
- Kamata
- Hrvatska narodna banka

## Vanjske poveznice
Limun.hr  Arhivirana inačica izvorne stranice od 15. listopada 2007. (Wayback Machine) - financijski portal